# Марін (Понтеведра)
Марін (гал. Marín, ісп. Marín) — муніципалітет в Іспанії, у складі автономної спільноти Галісія, у провінції Понтеведра. Населення — 25 969 осіб (2009).
Муніципалітет розташований на відстані близько 470 км на північний захід від Мадрида, 6 км на південний захід від Понтеведри.

## Демографія
Динаміка населення (INE ):

## Галерея зображень

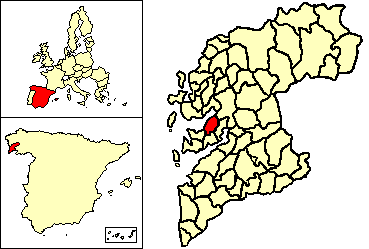
Розташування муніципалітету
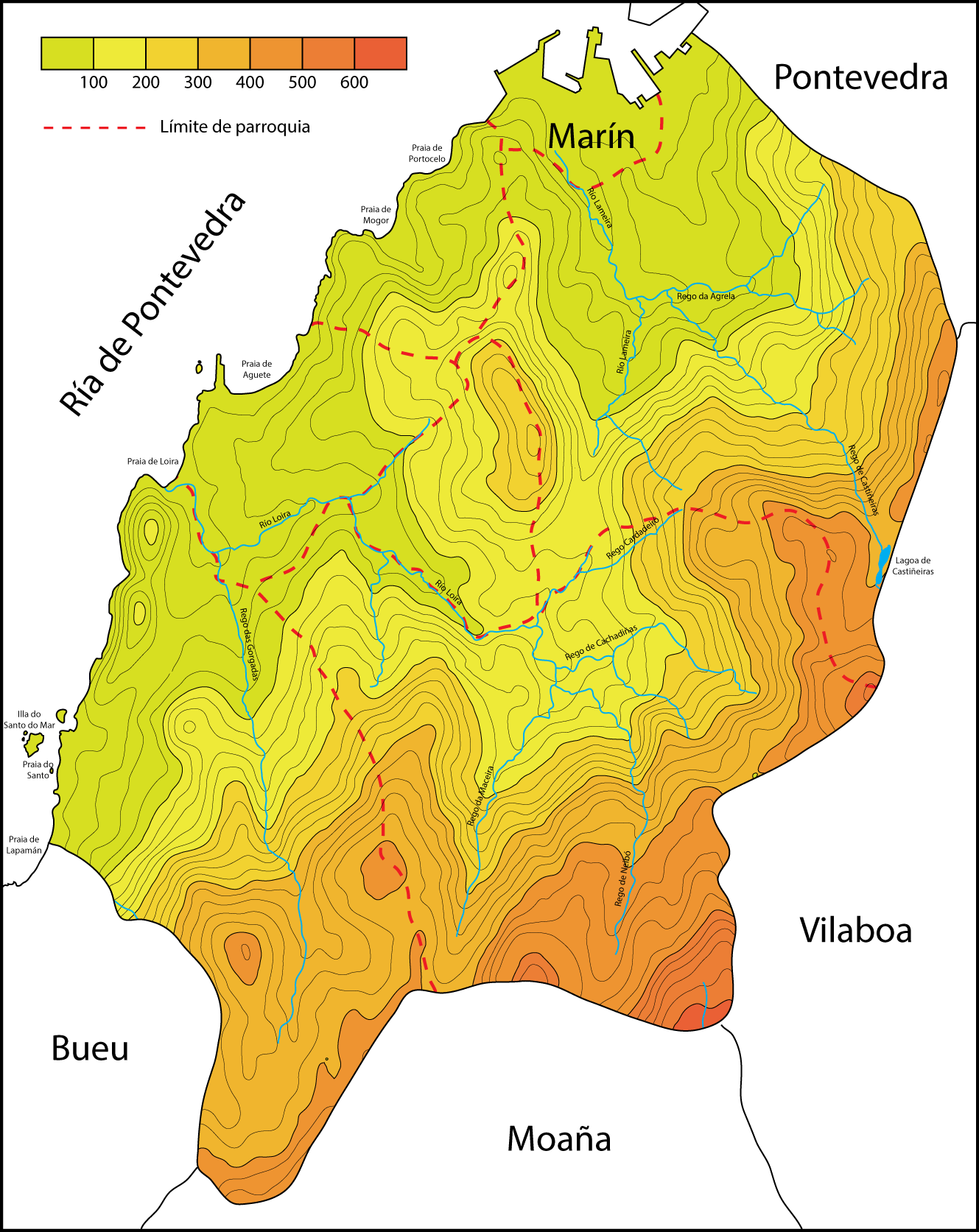
Вісім паррокій, що складають муніципалітет Марін
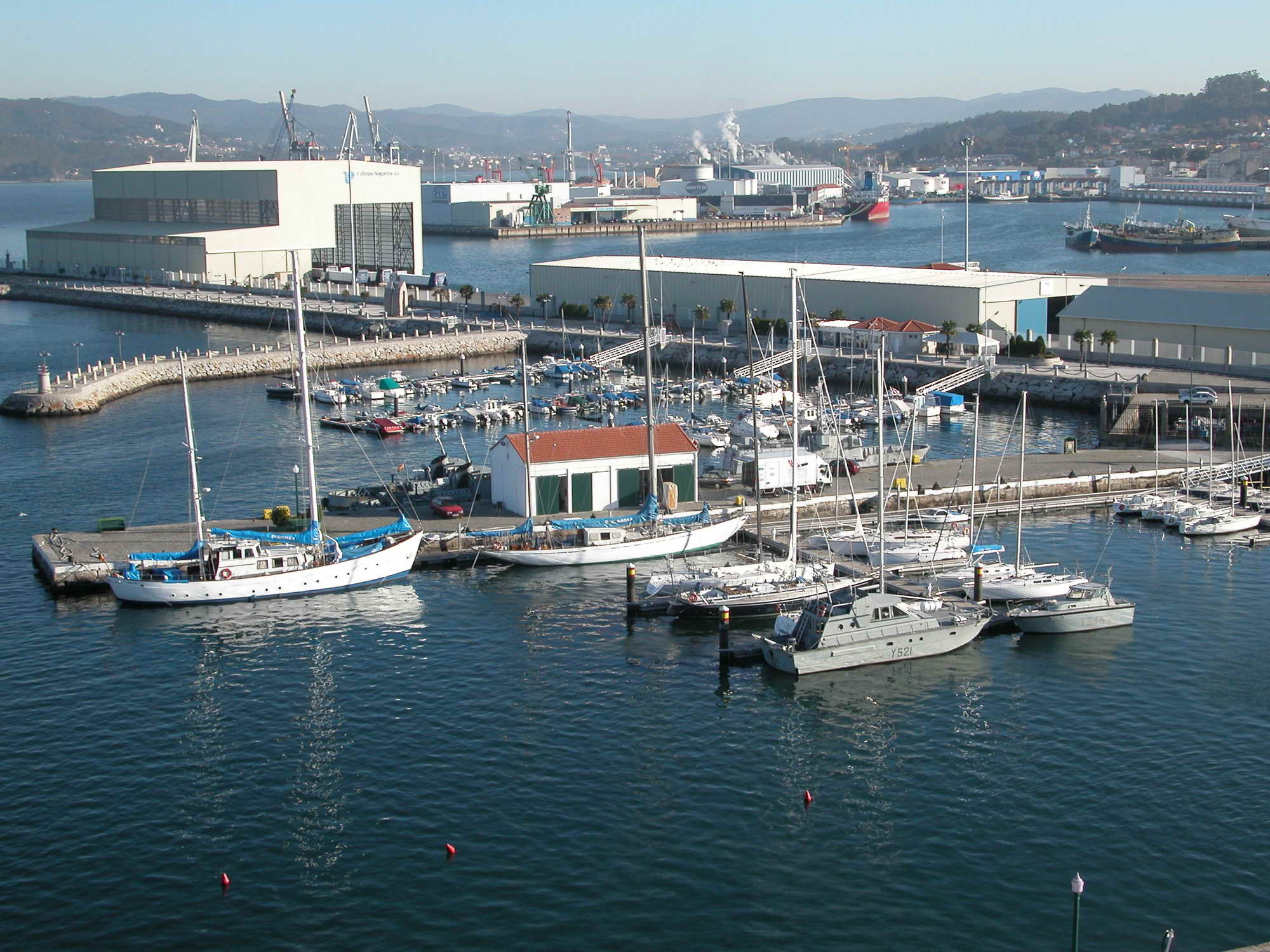
Панорама порту